# Sensation
Sensation — щорічний фестиваль електронної танцювальної музики, який організовє компанія ID&T.
До 2005 року виключно в Нідерландах на стадіоні Амстердам-Арена. Починаючи з 2005, проходив в Польщі, Іспанії, Чилі, Німеччині, Бельгії, Угорщині, Чехії, Латвії, Росії, Данії, Англії, Литві, Португалії, Бразилії, Швейцарії, Австрії, Австралії, Норвегії, Сербії, Україні, Румунії, Південній Кореї, Таїланді, США, Тайвані та Туреччині. В 2013 році Sensation вперше пройшов в Італії, Канаді і Південній Африці.

## Історія
Засновниками Sensation є брати Майлс і Данкан Статтерхейм, які славилися своїми невеликими, але креативними вечірками в клубах Амстердама. Одна з таких вечірок була оголошена ними білою. Цей експеримент виявився дуже вдалим, і чутки про ці вечірки розповзлися по всій Голландії. Через деякий час Майлс трагічно загинув в автокатастрофі, молодого промоутера проводжало все місто. Наступного року, щоб віддати належне своєму братові Майлсу, який допомагав становленню ID&T до трагічної автокатастрофи, Данкан Статтерхейм, директор Sensation, попросив всіх відвідувачів прийти в білому одязі, як це було на похороні Майлса. У порівнянні з першим фестивалем, число відвідувачів подвоїлося, і вісімдесят відсотків з сорока тисяч людей відгукнулися на це прохання, створивши цим картину настільки разючу, що білий дрес-код залишається в силі донині.
Спочатку в 2000 і 2001 роках проводився як одна подія, але потім розділився на два варіанти: Sensation White і Sensation Black. Sensation White сфокусувався на стилях транс і хауз, а Sensation Black на більш важких, таких як хардстайл і хардкор-техно. Щорічно випускалися два диска Sensation White, два диска Sensation Black і два сингла, так звані гімни. З 2007 року Sensation White офіційних гімнів не має.
У липні 2002 року вперше пройшов фестиваль Sensation Black. В 2008 році фестиваль відкинув слово «Сенсація», а в 2009 році і зовсім не проводився в Нідерландах. Бельгійський івент Black 2009 року є прем'єрою, так як при його проведенні були використані декорації з теми «Wicked Wonderland»

## Sensation (колишній «Sensation White»)

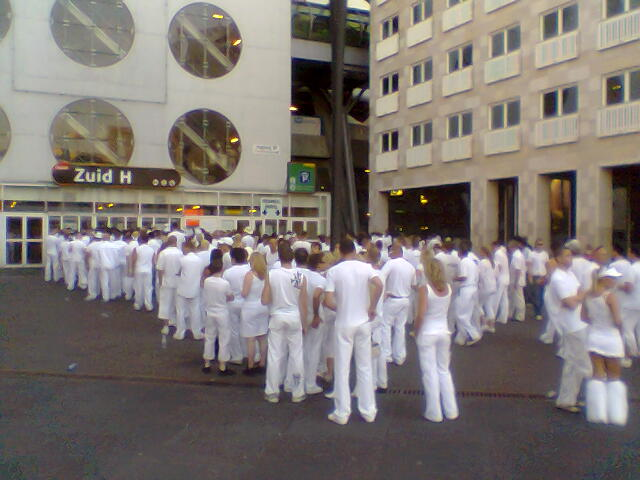
Глядачі в білому

Спочатку на Sensation грався переважно транс і хаус, зараз же там переважно тільки хаус і його піджанри. Глядачам необхідно одягтися у все біле, Амстердам Арена оформляється відповідно. Слоган фестивалю: «Будь частиною ночі — одягнися в біле». Фестиваль проводиться щорічно, в першу суботу червня.
У різні роки Sensation White був представлений такими діджеями як Андре Таннебергер, Армін ван Бюрен, Давид Гетта, Пол ван Дайк і Tiësto.
Фестиваль часто критикувався фанатами трансу, які вважали, що представлено дуже багато хаус і електро-хаус і занадто мало транс діджеїв. Це було пов'язано зі зниженням популярності трансу, в результаті чого в програму фестивалю були додані хаус і електро-хаус. Починаючи з 2010 року, Sensation і зовсім позиціонує себе вже тільки як хаус-фестиваль.

## Black (колишній «Sensation Black»)
Sensation Black проходив через тиждень після Sensation White на тій же Амстердам Арені. Після переїзду в Бельгію даний фестиваль став проходити щороку тепер уже в березні-квітні на Етіас Арені (Ethias Арена) в місті Хасселт. Оскільки White проводився для любителів хаусу і трансу, організатори Sensation Black фокусували свою увагу на більш важкій танцювальній музиці — хард-транс, хардстайл, техно і хардкорі.
Компанія ID&T веде пошук майданчиків для проведення шоу в інших країнах.

## Гімни

### Sensation White
- 2002 — The Rush — The Anthem 2002 (White Edition)
- 2003 — Rank 1 (based on Wolfgang Amadeus Mozart) — The Anthem 2003
- 2004 — The Rush (based on Carl Orff) — The Anthem 2004
- 2005 — First & André — Widescreen (Belgium)
- 2005 — Armin van Buuren feat. Jan Vayne (на основі Шопена) — Serenity
- 2005 — Samuel Kindermann — Die Hymne White 2005 (Germany)
- 2006 — Fred Baker — Forever Friends (Belgium)
- 2006 — Sander Kleinenberg — This is Sensation
- 2006 — Moguai — I want, I need, I love (Germany)
- 2006 — Nitrous Oxide pres. Redmoon — Cumulus & F.L.A.M.E. — Sensation (Poland)
- 2007 — Ferry Corsten — Loud Electronic Sensation (Belgium)
- 2007 — TBA (Czech Republic)
- 2007 — TBA (Hungary)
- 2007 — TBA (Germany)
- 2007 — Announced: No anthem this year. (Poland)
- 2007 — TBA (Latvia)

### Sensation Black (з 2008 просто «Black»)
- 2002 — The Rush — The Anthem 2002 (Lady Dana Remix) (Black Edition)
- 2003 — Ricky Fobis — No Regular
- 2004 — Dj Luna — Mindspace
- 2005 — The Rush & Thalamus — Shock Your Senses
- 2007 — Dj Ghost — My Sensation Is Black (Belgium)
- 2008 — Showtek — Black 2008
- 2010 — Max Enforcer Feat. The Rush — Fade to Black
- 2011 — The Prophet — Pitch Black
- 2012 — The Prophet — The Reflection Of Your Dark Side